# Bronchocela hayeki
Bronchocela hayeki — вид ящірок з родини агамових (Agamidae).

## Назва
Вид названо на честь австрійсько-німецького художника Ганса фон Гаєка, який провів багато років в Індонезії та на Цейлоні під час Першої світової війни.

## Поширення
Ендемік Суматри. Поширений на півночі острова на висоті від 300 до 1400 м над рівнем моря. Це денний і деревний вид, який населяє невисокі пагорби та передгірські ліси в районах, де переважають хвойні породи. Молодь трапляється у високій траві та кущах. У природі він може бути гірським лісовим видом, але у порушених районах його можна знайти на плантаціях, у чагарниках, у садах і на ділянках сіл із деревами та на узліссях уздовж дороги.